# Ochotona erythrotis
Ochotona erythrotis este o specie de mamifere din familia iepurilor fluierători, Ochotonidae. Are o culoare roșie caracteristică în blana sa. Este endemică în estul provinciei Qinghai și vestul provinciei Gansu, dar posibil și în nordul provinciei Sichuan, sudul provinciei Xinjiang și în Tibet.

## Descriere
Ochotona erythrotis este o specie relativ mare de iepure fluierător. Această specie are atât blană de iarnă, cât și de vară. Blana de iarnă este mai groasă pentru vremea mai rece și are o culoare gri, cu o nuanță slabă de roșu în regiunea urechilor. Vara are blana roșie-ruginie la cap și la piept și devine progresiv mai gri spre capătul cozii sale. Regiunea abdomenului este de culoare albă în ambele anotimpuri.

## Speciație
Ochotona erythrotis a fost înainte privită ca un subgen al genului Ochotona, inclusă prima oară cu Ochotona gloveri și mai târziu cu Ochotona rutila, până când s-a determinat că sunt specii diferite. Specia O. gloveri este considerată a fi cea mai înrudită de O. erythrotis. Se consideră că cele două specii au o relație alopatrică. Diferențele dintre O. erythrotis, O. gloveri și O. rutila sunt în principal văzute în forma craniului și în culoarea blănii. O. gloveri are blana mai închisă la culoare față de O. erythrotis. Blana sa de vară este mai închisă, cu mult dintr-o nuanță de maro cu o culoare roșie-ruginie specifică la nas, frunte și regiunea urechilor. În timpul iernii, blana sa este mult mai deschisă la culoare decât cea a speciei O. erythrotis.

## Reproducere
Femela de O. erythrotis poate făta de două ori pe an, câte 3–7 pui. Perioada reproductivă a speciei durează din mai până în august.

## Răspândire
O. erythrotis este întâlnită în estul provinicei Qinghai și vestul porovinicei Gansu, dar posibil și în nordul provinciei Sichuan, sudul provinciei Xinjiang și în Tibet.

## Habitat
O. erythrotis este o specie care trăiește preponderent în mediu stâncos, care se află de obicei pe lângă terenuri alpine cu arbuști și pe lângă pajiști. Trăiește în vizuină, construind vizuini de 1–2 metri în lungime.

## Stare de conservare
Este răspândită larg și este prezentă și în câteva arii protejate. Uniunea Internațională pentru Conservarea Naturii a clasificat această specie ca fiind neamenințată cu dispariția.